# Eleições presidenciais portuguesas de 1965
As eleições presidenciais realizaram-se em Portugal a 25 de julho de 1965, durante o regime do Estado Novo do primeiro-ministro António de Oliveira Salazar, na sequência das eleições parlamentares do mesmo ano. Foi a primeira eleição presidencial a ser realizada pela Assembleia Nacional e não por voto popular direto e, posteriormente, o contra-almirante Américo Tomás foi universalmente endossado para um segundo mandato de sete anos. Seu único adversário nas eleições anteriores de 1958, o general Humberto Delgado, havia sido assassinado no início de 1965, após uma tentativa de retornar a Portugal do exílio, possivelmente para contestar a eleição de Thomaz pela segunda vez.
O Colégio eleitoral composto por 585 individualidades, deputados da Assembleia Nacional e Procuradores da Câmara Corporativa.
Na eleição de 1965, estiveram presentes 569 eleitores e ausentes 16 eleitores, a eleição foi presidida pelo Presidente da Assembleia Nacional Mário de Figueiredo.
Após se ter procedido à chamada dos eleitores (1.ª e 2.ª chamadas), fez-se o 1 .º escrutínio no fim do qual se apurou terem entrado na urna 569 listas, sendo 556 válidas e 13 nulas. De seguida o Presidente, proclamou eleito Presidente da República, o Contra-almirante Américo Deus Rodrigues Tomás. O Presidente da República foi eleito para o período constitucional de 7 anos que se iniciou em 9 de Agosto de 1965, data que corresponde à sua tomada de posse.

## Resultados
| Candidato               | Candidato               | Partidos Apoiantes      | Votos | %               |
| ----------------------- | ----------------------- | ----------------------- | ----- | --------------- |
|                         | Américo Tomás           | União Nacional          | 556   | 95,04 / 100,00  |
| Votos nulos             | Votos nulos             | Votos nulos             | 13    | 2,22 / 100,00   |
| Eleitorado/Participação | Eleitorado/Participação | Eleitorado/Participação | 569   | 97,24 / 100,00  |
| Ausentes                | Ausentes                | Ausentes                | 16    | 2,76 / 100,00   |
| Total                   | Total                   | Total                   | 585   | 100,00 / 100,00 |
| Fonte:                  | Fonte:                  | Fonte:                  | [ 2 ] | [ 2 ]           |